# 福島工業高等專門學校
福島工業高等專門學校（National Institute of Technology, Fukushima College, NIT, Fukushima College），是一所位於日本福島縣的高等專門學校。

## 沿革
学校设置于1962年。学校现设有6个学科，分别为机械工学科、电气工学科、物质工学科、建设环境工学科、經濟交流情报學科。2004年又设置了专攻科，包括工業技術系統工程專攻和經濟交流專攻。專攻科為兩年的教育。

## 教育組織

### 本科（副學士課程）
- 建設環境工學科
- 機械工學科
- 電氣工程學科
- 物質工学科
- 經濟交流情报學科[2]

### 專攻科（學士課程）
- 工業技術系統工程專攻
  - 生產和信息系統工程課程
  - 能源系統工程課程
  - 化學與生物工程課程
  - 社會與環境系統工程課程
- 經濟交流專攻[3]

## 外部連結
- 福島工業高等專門學校 （页面存档备份，存于）